# Gare de Rennes
Gare de Rennes – stacja kolejowa w Rennes, w Bretanii, we Francji.